# Kung Mu av Zhou
Kung Mu (周穆王; Zhōu Mùwáng), personnamn Ji Man (姬滿),  var en kung över den kinesiska Västra Zhoudynastin och regerade under mitten av 900-taket f.Kr. Enligt Kronologiprojektet Xia–Shang–Zhou regerade kung Mu 976 till 922 f.Kr. och enligt Edward L. Shaughnessy var hans regenttid 956 till 918 f.Kr. Kung Mus far och företrädare var Kung Zhao av Zhou och han efterträddes av sin son Kung Gong av Zhou.
Kung Mu gjorde framgångsrika militära fälttåg mot Quanrong i nordväst och mot de södra Yuefolket.